# Paraclytus reitteri
Paraclytus reitteri là một loài bọ cánh cứng trong họ Cerambycidae.